# Тајрано ди Ква (Верчели)
Тајрано ди Ква је насеље у Италији у округу Верчели, региону Пијемонт.
Према процени из 2011. у насељу је живело 19 становника. Насеље се налази на надморској висини од 514 м.